# Detroit Metal City
Detroit Metal City (デトロイト・メタル・シティ?, Detoroito Metaru Shiti), spesso abbreviato in DMC, è un manga umoristico di Kiminori Wakasugi, serializzato su Young Animal di Hakusensha tra il 2005 ed il 2010. Un adattamento live action è stato diretto da Toshio Lee, e proiettato dai cinema giapponesi il 23 agosto 2008, in concomitanza con la realizzazione di una serie di 24 OAV di circa sette minuti l'uno.

## Trama
Soichi Negishi abbandona la propria vita nella fattoria di famiglia nella prefettura di Ōita, per trasferirsi nella grande città di Tokyo. Destino vuole che nella suddetta città diventi nientemeno che la prima voce e chitarrista della band death metal "Detroit Metal City", gruppo in rapida ascesa in città che conta numerose schiere di fans. Tuttavia, la sua professione di cantante deve scontrarsi con il suo vero ego, timido, introverso ed impacciato, nonché decisamente più appassionato alla musica pop svedese che al death metal, di cui però è addirittura considerato Imperatore, sotto lo pseudonimo di Johannes Krauser II. Si articolano così numerose situazioni di svariato tipo che vedono in campo la contesa delle due facce contrastanti della vita di Soichi, da una parte un ragazzo semplice come tanti, dall'altra il re del metal estremo.

## Produzione
L'idea principale dell'autore era quella di creare un manga sia musicale sia comico ideando in seguito la doppia personalità del protagonista. Durante la realizzazione del manga ha ascoltato diversi brani metal, ascoltandone anche alcuni suggeriti dagli stessi lettori, ed ispirandosi specialmente ai KISS, dalla cui canzone Detroit Rock City deriva anche il titolo del manga, e Jimi Hendrix, da cui deriva la scena in cui Krauser suona la chitarra con i denti.

## Personaggi
- Soichi Negishi (根岸 崇一?, Negishi Sōichi): è un ragazzo timido e calmo proveniente dalla prefettura di Ōita e fan del pop svedese e dello shibuya-kei. Dopo essersi trasferito a Tokyo però si imbatte nel gruppo death metal Detroit Metal City che fa emergere la sua seconda personalità Johannes Krauser II (ヨハネ・クラウザーII世?, Yohane Kurauzā Nisei), amante del death metal e che diventa il nuovo leader del gruppo. Imbarazzato per la sua vera professione, Soichi dovrà affrontare la fama crescente dei DMC e la paura che la famiglia e gli amici vengano a scoprire chi c'è in realtà dietro la figura di Johannes Krauser II. Nonostante Soichi non apprezzi Krauser, non può fare a meno di evocare la sua personalità demoniaca ogni volta che si trova in pericolo o è irritato. È un abile chitarrista, come dimostra quando suona, durante un concerto, la chitarra usando i denti.
Nell'anime Daisuke Kishio è il doppiatore di Negishi mentre Yūji Ueda è il doppiatore di Krauser. Nel film invece Ken'ichi Matsuyama copre entrambi i ruoli.
- Yuri Aikawa (相川 由利?, Aikawa Yuri): frequenta la stessa università di Negishi oltre che il suo interesse amoroso. Le piace la natura calma delle canzoni di Negishi mentre non apprezza il cantante dei Detroit Metal City Krauser, non sapendo che lui e Negishi sono la stessa persona.
Nell'anime è doppiata da Masami Nagasawa mentre nel film Rosa Katō ne interpreta il ruolo.
- Terumichi Nishida (西田 照道?, Nishida Terumichi): è un ragazzo sovrappeso, amante degli anime ecchi, del curry ed è molto taciturno. In realtà è il batterista dei DMC sotto il nome di Camus (カミュ?, Kamyu). È la persona nel gruppo con la capacità di concentrazione più alta.
Nell'anime è doppiato da Makoto Yasumura mentre nel film Ryuji Akiyama ne interpreta il ruolo.
- Masayuki Wada (和田 真幸?, Wada Masayuki): è un donnaiolo proveniente dalla Saitama ed è il bassista dei DMC sotto il nome di Alexander Jagi (アレキサンダー・ジャギ?, Arekisandā Jagi). Gli piacerebbe essere un membro di una band visual kei ma, per l'amore che prova verso gli altri membri della band e per la paura che prova verso il loro manager, ritorna sempre sui suoi passi rimanendo nei DMC.
Nell'anime è doppiato da Yūto Nakano mentre nel film Yoshihiko Hosoda ne interpreta il ruolo.
- Death Records President (デスレコーズ社長?, Desu Rekōzu Shachō): è una donna volgare e ninfomane, oltre che fumatrice e bevitrice incallita, che crea sempre metodi bizzarri per pubblicizzare la band, portando spesso Negishi nella disperazione.
Nell'anime è doppiata da Ai Kobayashi mentre nel film Yasuko Matsuyuki ne interpreta il ruolo.
- Keisuke Nashimoto (梨元 圭介?, Nashimoto Keisuke): è un uomo masochista di mezza età assunto come attore durante uno dei concerti dei Detroit Metal City col ruolo di un maiale che veniva abusato da Krauser. Lavora part-time in un convenience store.
Nell'anime è doppiato da Takashi Matsuyama.
- Jack ill Dark (ジャック・イル・ダーク?, Jakku iru Dāku): conosciuto anche come l'Imperatore, è un famosissimo chitarrista black metal proveniente dagli Stati Uniti che ha deciso di distruggere i DMC durante il loro concerto di addio in Giappone. Nonostante la sua bravura, scatena l'ira di Negishi e viene messo in ombra dal leader dei DMC. Gli lascerà poi il suo titolo e la sua chitarra personale.
Nell'anime è doppiato da Riki Takeuchi e Eugene Nomura mentre nel film Gene Simmons ne interpreta il ruolo.

## Media

### Manga
Il manga è stato pubblicato sulla rivista Young Animal della casa editrice Hakusensha dal 2005 ed è terminato il 23 aprile 2010 con 113 capitoli raccolti in 10 volumi totali, pubblicati tra il 29 maggio 2006 ed il 29 luglio 2010.
In Italia il manga è stato pubblicato da Planeta DeAgostini fino al sesto volume per poi essere interrotto. In seguito il manga è stato pubblicato da Goen col primo volume uscito il 30 marzo 2013, che ha mantenuto un'edizione più fedele all'originale e pubblicando i numeri in un ordine non lineare per far continuare la lettura anche ai lettori con la vecchia edizione. Durante il Napoli Comicon 2013 è stata venduta anche un'edizione limitata del volume 7. In Nord America il manga è licenziato da Viz Media che ne ha pubblicato il primo volume il 9 giugno 2009 mentre l'ultimo il 13 settembre 2011. Nel resto del mondo è stato pubblicato in Taiwan, tra il 18 aprile 2007 ed il 4 maggio 2011, ed in Francia, tra il 25 settembre 2008 ed il 27 gennaio 2011.

### Anime
La serie è stata animata dallo studio d'animazione 4°C in 24 OAV raccolti in 12 episodi di circa 13 minuti ciascuno e della durata totale di 168 minuti per il mercato home video. La serie è stata venduta in box DVD a partire dall'8 agosto.
Sentai Filmworks, tramite il distributore di anime Sector 23, ha pubblicato il 2 ottobre 2012 l'edizione in DVD della serie ha annunciato per dicembre 2014 la vendita dell'edizione Blu-ray dell'anime di Detroit Metal City in lingua originale con sottotitoli in inglese.

#### Episodi dell'anime
| Nº | Titolo               |
| 1  | PVSICK MURDERER      |
| 2  | REAL LEGENDSATAN     |
| 3  | PIGDRUG              |
| 4  | FRUSTRATIONGOOD SONG |
| 5  | MASOCHISTFAMILY      |
| 6  | PUNK.1PUNK.2         |
| 7  | TOWERCONFESSION      |
| 8  | PROMISEALTERNATION   |
| 9  | CINEMA.1CINEMA.2     |
| 10 | FAKEDETROIT-MOE-CITY |
| 11 | HIP-HOP.1HIP-HOP.2   |
| 12 | EMPEROR.1EMPEROR.2   |

### Live action
Il film live-action è stato diretto da Toshio Lee ed è stato proiettato per la prima volta il 23 agosto 2008. Ken'ichi Matsuyama ha impersonato il protagonista Soichi Negishi, Rosa Katō ha impersonato Yuri Aizawa mentre il cantante e bassista dei KISS Gene Simmons ha interpretato Jack ill Dark.
Il film è stato proiettato anche ad Hong Kong ed in Corea del Sud.

### Altri media
D3 Publisher aveva prodotto un videogioco su Detroit Metal City per il Nintendo DS intitolato Detroit Metal City DS: Death Shout con all'interno diverse modalità di gioco, tra cui una ispirata al gioco Elite Beat Agents ed un'altra ispirata al tipo di RPG presente in Final Fantasy, ma il gioco è stato cancellato prima che venisse messo in vendita. Il personaggio di Krauser ha fatto anche un'apparizione nel videogioco Street Fighter Online: Mouse Generation come personaggio giocabile.
È stato inoltre prodotto un CD intitolato Detroit Metal City: Tribute to Krauser II the metal mix (デトロイト・メタル・シティ トリビュートアルバム〜生贄メタルMIX〜?, Detoroito Metaru Shiti: Toribyūto Arubamu ~Ikenie Metaru MIX~) pubblicato sotto l'etichetta Death Records, citando la stessa etichetta presente nel manga, con all'interno vari cantanti e gruppi giapponesi che hanno reinterpretato alcune proprie canzoni in stile metal.

## Accoglienza
Il manga ha venduto oltre due milioni di copie in Giappone, inoltre è risultata al quarto posto come serie musicale più amata dalle lavoratrici giapponesi ed al 47º posto tra gli anime comici più divertenti tra i giapponesi. La serie animata ha vinto il primo premio nella categoria Original Video al Tokyo Anime Fair's Animation del 2009. Il film, nella sola prima settimana di proiezione, ha avuto oltre un milione di spettatori e risultando all'11º posto tra gli adattamenti live-action tratti da manga più apprezzati in Giappone.